# Estadio Nacional de Palaos
El Estadio Nacional de Palaos (en inglés: Palau National Stadium) es un estadio deportivo de usos múltiples en Koror, la capital del archipiélago y nación de Palaos. Se utiliza sobre todo para los eventos de pista y campo, así como para muchos partidos de fútbol. El estadio tiene capacidad para recibir un aproximado de 4.000 personas. El espacio es utilizado por la Asociación de Fútbol del Palaos como un lugar para competiciones de fútbol que supervisa, además de ser el estadio del equipo de fútbol nacional de Palaos.